# Alue Sundak (Woyla)
Alue Sundak is een bestuurslaag in het regentschap Aceh Barat van de provincie Atjeh, Indonesië. Alue Sundak telt 79 inwoners (volkstelling 2010).